# 蒲察阿里虎
蒲察阿里虎或蒲察阿里忽（12世纪—1160年），金朝海陵王完颜亮妃。驸马都尉蒲察没里野之女。
阿里虎先為完颜亮堂兄弟完颜阿虎迭之妻，生女重节，阿虎迭被杀，阿里虎再嫁宗室南家，生一子，不久南家战死，完颜亮见阿里虎有媚色，欲纳为妾，南家之父完顏突葛速不同意。皇统九年十二月（1150年）完颜亮篡位，命阿里虎歸返娘家，再納阿里虎，封賢妃，後昭妃。阿里虎貪杯，每每大醉，完颜亮勸其戒酒，不從，遂失宠。
1157年，阿里虎宫中孤獨，重节入宫陪伴。完顏亮見重节，佔之。阿里虎聞之大怒，掌摑重節，詆毀惡言。完颜亮愈發不喜阿里虎。後阿里虎私自贈衣與南家之子，完颜亮欲殺之，徒单皇后及诸位嫔妃求情，阿里虎才幸免于难。
阿里虎有侍女喚胜哥，阿里虎寂寞，与其淫乱，同床共枕如夫妻，号“假厮儿”。厨婢三娘告发阿里虎和勝哥私通，完颜亮并無处置阿里虎，只告诫不可懲罰三娘。但阿里虎命人打死三娘。完颜亮知悉，下令處死阿里虎，恰逢當月太子完颜光英生辰，暂緩行刑。阿里虎绝食，每日焚香，祈求免死。正隆五年（1160年）四月庚戌，完颜亮命人縊殺阿里虎。
阿里虎死後，完颜亮不顾大臣反对，封重節为蓬莱县主，後又封夫人，位比昭妃。